# Rasburicase
Rasburicase (phát âm IPA: /ræsbuaɪkeɪs/) là tên một loại dược phẩm có tác dụng loại bỏ axit uric khỏi máu. Tên thương mại của loại thuốc này ở Hoa Kỳ là Elitek, ở châu Âu là Fasturtec. Dược phẩm này là phiên bản tái tổ hợp của urate oxyase (u-rat oxy-đa-za), vốn là enzym chuyển hóa axit uric thành allantoin. Urate oxyase có tồn tại tự nhiên ở nhiều loài động vật có vú, nhưng lại không phát hiện ở người. Rasburicase được tạo ra bởi một chủng Saccharomyces cerevisiae biến đổi gen, vốn mã hóa DNA bổ sung (tức cDNA) cho enzym rasburicase được sao chép từ một chủng Aspergillus flavus.
Rasburicase là một protein tetrameric với các tiểu đơn vị giống hệt nhau. Mỗi tiểu đơn vị được tạo thành từ một chuỗi polypeptide 301 amino acid duy nhất với khối lượng phân tử khoảng 34 kDa. Sản phẩm thuốc là một loại bột vô trùng, trắng đến trắng, đông khô dành cho tiêm tĩnh mạch sau khi pha với chất pha loãng. Elitek (rasburicase) được cung cấp trong 3 ml và 10 mL lọ thủy tinh không màu, chứa rasburicase ở nồng độ 1,5   mg / mL sau khi phục hồi.
Rasburicase (tên thương mại Elitek ở Mỹ và Fasturtec ở châu Âu) là một loại thuốc giúp loại bỏ axit uric khỏi máu. Nó là phiên bản tái tổ hợp của urate oxyase, một loại enzyme chuyển hóa axit uric thành allantoin. Urate oxyase được biết là có ở nhiều động vật có vú nhưng không tự nhiên xảy ra ở người. [1] Rasburicase được sản xuất bởi một chủng Saccharomyces cerevisiae biến đổi gen. Mã hóa cDNA cho rasburicase được sao chép từ một chủng Aspergillus flavus.

## Sử dụng trong y tế
Rasburicase được Cục quản lý Thực phẩm và Dược phẩm Hoa Kỳ (và các đối tác châu Âu) chấp thuận sử dụng để phòng ngừa và điều trị hội chứng ly giải khối u (TLS)  ở những người được hóa trị liệu cho bệnh ung thư huyết học như bệnh bạch cầu và u lympho. Tuy nhiên, không rõ liệu nó có mang lại lợi ích quan trọng như giảm các vấn đề về thận hay giảm nguy cơ tử vong vào năm 2014. 
Rasburicase đắt hơn nhiều so với trị liệu thông thường.
Nó đang được điều tra để điều trị nồng độ axit uric trong máu cao từ các nguồn khác. Ví dụ, nó đã được sử dụng cho tăng axit uric máu trong bệnh gút, trong các điều kiện thấp khớp khác, và trong tiêu cơ vân khi bị suy thận.

## Tác dụng phụ
Quản lý Rasburicase có thể gây sốc phản vệ (không rõ tỷ lệ mắc); methemoglobinemia có thể xảy ra ở những người nhạy cảm như những người bị thiếu G6PDH do sản xuất hydro peroxide trong phản ứng urate oxyase. Thử nghiệm cho bệnh nhân thiếu hụt G6PDH trước khi bắt đầu một liệu trình rasburicase đã được khuyến nghị.

## Dược lý

### Cơ chế hoạt động
Ở người, axit uric là bước cuối cùng trong con đường dị hóa của purin. Rasburicase xúc tác quá trình oxy hóa enzyme của axit uric hòa tan kém thành một chất chuyển hóa allantoin không hoạt động và hòa tan hơn với carbon dioxide và hydro peroxide như sản phẩm phụ trong phản ứng hóa học.

### Dược lực học
Việc đo axit uric huyết tương được sử dụng để đánh giá hiệu quả của rasburicase trong các nghiên cứu lâm sàng. Sau khi dùng 0,15 hoặc 0,20 mg / kg rasburicase mỗi ngày trong tối đa 5 ngày, nồng độ axit uric huyết tương giảm trong vòng 4 giờ và được duy trì dưới 7,5 mg / dL ở 98% người lớn và 90% bệnh nhân nhi trong ít nhất 7 ngày. Không có bằng chứng về tác dụng đáp ứng liều đối với việc kiểm soát axit uric với liều từ 0,15 đến 0,20 mg / kg rasburicase.

### Dược động học
Dược động học của rasburicase được đánh giá ở cả bệnh nhân nhi và người lớn mắc bệnh bạch cầu, ung thư hạch hoặc các khối u ác tính về huyết học khác. Phơi nhiễm Rasburicase, được đo bằng AUC0-24 giờ và Cmax, có xu hướng tăng với khoảng liều từ 0,15 đến 0,2   mg / kg. Thời gian bán hủy trung bình cuối cùng là tương tự giữa bệnh nhân nhi và người lớn và dao động từ 15,7 đến 22,5 giờ. Thể tích trung bình của phân phối rasburicase dao động từ 110 đến 127 mL / kg ở bệnh nhân nhi và từ 75,8 đến 138 mL / kg ở bệnh nhân trưởng thành, tương ứng. Sự tích lũy tối thiểu của rasburicase (<1,3 lần) đã được quan sát giữa ngày 1 và 5 của việc dùng thuốc. Ở người lớn, tuổi, giới tính, men gan cơ bản và độ thanh thải creatinin không ảnh hưởng đến dược động học của rasburicase. Một so sánh nghiên cứu chéo cho thấy rằng sau khi dùng rasburicase ở mức 0,15 hoặc 0,20   mg / kg, giá trị trung bình hình học của độ thanh thải bình thường trọng lượng cơ thể thấp hơn khoảng 40% ở Nhật Bản (n = 20) so với người da trắng (n = 22).